# 5tion
오션(5TION)은 대한민국의 남성 보이밴드이다.

## 멤버
- 1집: 황성환, 손일권, 이태경, 이현, 오병진
- 2집: 황성환, 손일권, 이태경, 이현
- 3집: 손일권, 오병진, 김민성, 유석호, 김찬민, 우일
- Rebirth 앨범: 마린, 로이, 렌, 노아

## 활동

### 1집True Image Of New
가요계 장르의 선택폭이 댄스와 발라드 양자택일이던 시절에 느리지도 빠르지도 않은 사뿐한 팝 발라드곡 《More Than Words》를 선보여 가요계에서 상당한 인기를 구가하였다.
데뷔시절 일반적인 보이밴드의 고정관념을 깨고 외모와 노래실력 모두 탁월한 멤버들을 영입하여 촉망받았다.
앨범 구성이나 스타일이 비슷한 시기에 활동하여 인기를 모았던 보이즈 투 멘과 유사점이 많았지만 리드미컬한 곡에 랩을 가미해 차별성을 두었고 대중에게 많은 사랑을 받았다.

### 2집Album of the Ear
《More Than Words》과 비슷한 스타일의 《24/7》이라는 타이틀곡을 선보였다. 멤버를 4인조로 축소하였고 프로듀서로 김석찬을 투입하여 1집보다는 세련되고 다듬어진 느낌을 선보였다. 전체적으로 1집의 분위기와 맥락을 같이하는 곡이 수록되어 있다.

### 3집Deal In Coal
6인조로 멤버를 대대적으로 재편성하였다. 전작에 비해 다양한 분위기의 곡으로 이루어져 있다.
타이틀곡 《남자》는 남성스러운 이미지를 강조해 활동영역을 넓힌 음반이다.